# 808

## Догађаји
- Дански краљ Годфрид разара словенско трговачко место Рерик и пресељава трговце у Хаитабу. Након тога склапа савез са Вилцима и другим венедским племенима, против паганских, али профраначких Ободрита. Годфред гради земљане радове (Даневирке) преко превлаке Шлезвиг-Холштајн, одвајајући Јиланд од северног дела Франачког царства.
- Цар Карло Велики даје наређење да се саграде два нова утврђења на реци Елби, гарнизонирајући их против будућих словенских упада.
- У Ал-Андалузу (модерни Португал), Хазим ибн Вахб води побуну против Емирата Кордоба.
- Прогнани краљ Еардвулф од Нортумбрије је у могућности да се врати у своје краљевство, уз подршку Карла Великог и папе Лава III. Он збацује узурпатора, краља Елфвалда II.
- Јеврејски трговци у Ломбардији отварају прву банку (или складиште новца) у Италији